# Acanthiops cooperi
Acanthiops cooperi is een haft uit de familie Baetidae. De wetenschappelijke naam van de soort is voor het eerst geldig gepubliceerd in 1997 door Gillies & Wuillot.
De soort komt voor in het Afrotropisch gebied.